# جغرافية تونغا

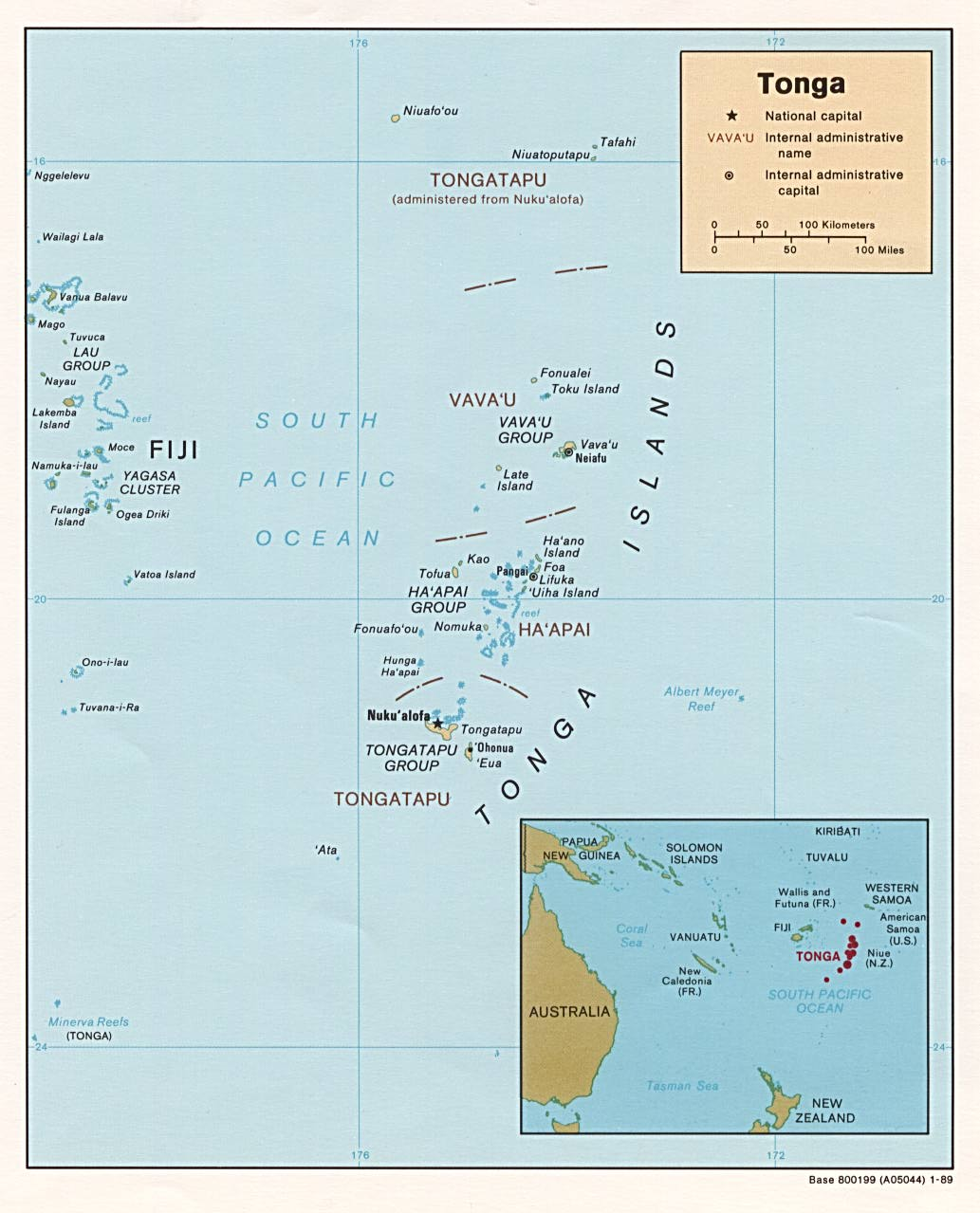
موقع تونجا في جنوب المحيط الهادئ.

جغرافية تونغا، تقع في أوقيانوسيا، تونجا هي أرخبيل صغير في جنوب المحيط الهادئ، مباشرة في جنوب ساموا وتقريبا ثلثي الطريق من هاواي إلى نيوزيلندا. يوجد بها 169 جزيرة، 36 منها ممتلئة بالسكان، كما انها مقسمة إلى ثلاث مجموعات رئيسية - وهاباي، فافاو، وتونغاتابو - وتشمل 800 كيلومتر (500 ميل) بطول خط من الشمال إلى الجنوب. الحجم الإجمالي هو 747 كيلومتر مربع (288 ميل2). ونسبتاً إلى انتشار الجزر فيها أكبر 40 منطقة اقتصادية من 659,558 كيلومتر مربع (254,657 ميل2).
تونجاتابو هي أكبر جزيرة، التي تقع فيها العاصمة نوكو ألوفا وتشمل 257 كيلومتر مربع (99 ميل2). جيولوجياً تتكون جزر تونجا من نوعان: معظمها لها قاعدة من الحجر الجيري تكونت من تكوينات مرجانية مرتفعة. يتكون البعض الآخر من الحجر الجيري الذي يغطي قاعدة بركانية.

## المناخ
المناخ استوائي يمتاز بفترة دافئة من ديسمبر إلى أبريل، تزداد فيها درجات الحرارة إلى أكثر من 32 °م (89.6 °ف) ، والفترة الأشد برودة تبدأ من مايو إلى نوفمبر، تصاحبها درجات حرارة نادرا ما ترتفع فوق 27 °م (80.6 °ف) . كما ترتفع درجة الحرارة من 23 إلى 27 °م (73.4 إلى 80.6 °ف) ، و يتراوح هطول الأمطار السنوي من 1,700 إلى 2,970 مليمتر (66.9 إلى 116.9 بوصة) بحيث ينتقل الشخص من الجنوب في تونغاتابو إلى الجزر الشمالية الأقرب إلى خط الاستواء. ويبلغ من 263 مليمتر (10.4 بوصة) . و يبلغ متوسط الرطوبة اليومية 80٪. كما يمكن أن تحدث الأعاصير من أكتوبر إلى أبريل.

## الجيولوجيا
بالرغم من تقسيمها إداريًا إلى مجموعات من الجزر الرئيسية الثلاث وهي وفافاو وهاباي و تونجاتابو (استثناءً للجزر النائية) ، إلا أن أرخبيل تونغا يتكون في الواقع من سلسلتين متوازيتين مختلفتين جيولوجيًا من الجزر.
الجزر الغربية، مثل أتا (المعروفة أيضا باسم جزيرة بيلستارت)،فونوفوؤ، ، توفوا، كاو، لاتايكي، لايت، فونولاي، توكو، نيواتوبوتابو، وتافاهي، تشكل تونجا البركانية قوس وكلها من أصل بركاني . تم إنشاؤهم من اندساس صفيحة المحيط الهادئ المتحركة غربًا تحت صفيحة الهند وأستراليًا في خندق تونغا. تقع جزر تونجا على صفيحة أستراليا والهند غرب خندق تونغا . تتشكل هذه البراكين عندما ترتفع حرارة المواد الموجودة في لوحة المحيط الهادئ الهابطة وترتفع إلى السطح. لا يوجد سوى تطوير محدود للشعاب المرجانية في هذه الجزر، باستثناء نيواتوبوتابو .
تقع الجزر الشرقية فوق سلسلة تلال تونغا المغمورة بالمياه وتمتد بشكل موازٍ لقوس تونجا البركاني وخندقها، كما أنها ليست بركانية وتقع فوق سلسلة تلال تونغا المغمورة بالمياه والتي تمتد بشكل موازٍ لقوس تونجا البركاني وخندق تونجا. من بين هذه الجزر فقط، إيوا ارتفعت عالياً بما يكفي لكشف صخورها البركانية الكامنة في الإيوسين ، اما باقي الجزر إما جزر منخفضة من الحجر الجيري المرجاني ( فافاو، ليفوكا، تونجاتابو ) أو جزر كاي الرملية ( إيها، يولفا ). هذه الجزر محاطة بـ «متاهة واقية وغنية بالموارد من الشعاب المرجانية الهامشية والمئزر البعيدة عن الشاطئ» التي دعمت أغلب المستوطنات البشرية في تونغا منذ وصول أول شعب لابيتا تقريبًا 900 قبل الميلاد.
كان القوس البركاني في تونجا مهمًا لإمداد الجزر الواقعة على سلسلة تلال تونغا بتربة تيفرا أنديسايت التي أدت إلى تربة غنية للغاية قادرة على دعم نظام زراعي عالي الغلة وقصير الإراحة أيضا، تم استخدام الأنديسايت / البازلت من البراكين في البداية كأحجار المطرقة و، القبور، الحصى الزخرفية لتزيين، وأوزان النسيج ، وأحجار الطهي قدمت جزيرة تفاهي في أقصى الشمال الزجاج البركاني للمستوطنين الأوائل من البشر.
في ديسمبر 2014 ويناير 2015 ، جزيرة بركانية عرضها بمقدار 1كم بطول 2كم متاخم لجزيرة هونغا هاأباي على بعد 65 كيلومترًا شمال غرب نوكوألوفا. أدى الثوران البركاني إلى بناء الجزيرة الجديدة على ارتفاع 100 متر مكونة من رماد وشظايا صخرية كبيرة. فيما يتعلق بالبراكين، فإن تونغا لديها نشاط بركاني معتدل. أظهر فونولاي (ارتفاع 180 م) نشاطًا متكررًا في السنوات الأخيرة، في حين أن نيوفوؤ (ارتفاع 260 م) ، الذي اندلع آخر مرة في عام 1985 ، أجبر على الإخلاء ؛ البراكين الأخرى النشطة تاريخيا تشمل المتأخرة وتوفو . تشمل المخاطر الطبيعية الزلازل والنشاط البركاني في فونوفوأو (جزيرة /صقر المياه الضحلة ) و لايتإيكي (جزيرة / ميتيس المياه الضحلة)

## حقائق
منطقة:/ المجموع: 747 كيلومتر مربع (288 ميل2) الأرض: 717 كيلومتر مربع (277 ميل2) / الماء: 30 كيلومتر مربع (12 ميل2)
الساحل: 419 كيلومتر (260 ميل)

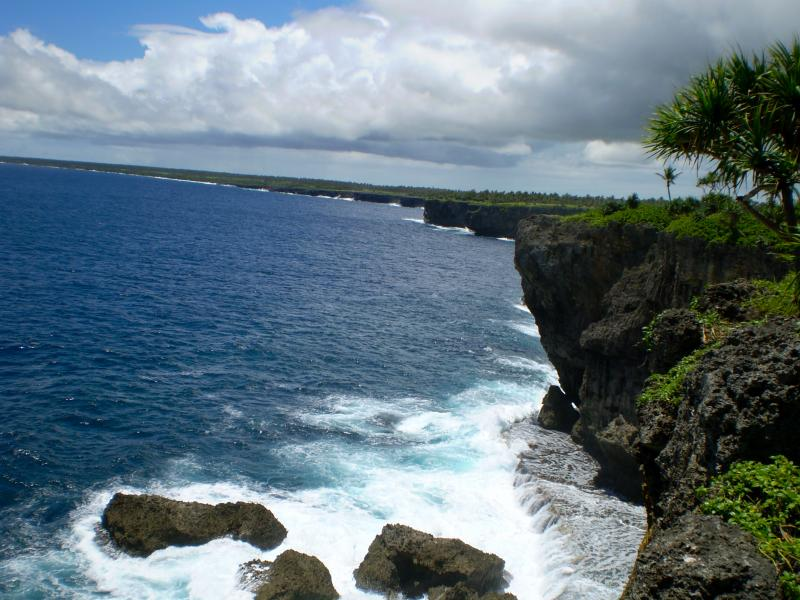
الساحل في تونغا.

المطالبات البحرية/ الجرف القاري: 200 متر (656 قدم) العمق أو إلى عمق الاستغلال
/ المنطقة الاقتصادية الخالصة: 659,558 كيلومتر مربع (254,657 ميل2) و 200 ميل بحري (370.4 كـم؛ 230.2 ميل) / البحر الإقليمي: 12 ميل بحري (22.2 كـم؛ 13.8 ميل)
أقصى إرتفاع :/ أدنى نقطة: المحيط الهادئ 0 متر (0 قدم)
/ أعلى نقطة: موقع غير مسمى على كاو 1,033 متر (3,389 قدم)
جغرافية تونغا
استخدام الأراضي:
الأراضي الصالحة للزراعة: 21.33٪ محاصيل دائمة: 14.67٪./ أخرى: 64.00٪ (2011)
البيئة - الاتفاقيات الدولية:
جزء في: التنوع البيولوجي، تغير المناخ، بروتوكول كيوتو ، قانون البحار، تغير المناخ، التصحر ، حماية طبقة الأوزون، قانون البحار، تلوث السفن، الحفاظ على الحياة البحرية، الإغراق البحري .
الموارد الطبيعية هي التربة الخصبة والأسماك . المشاكل البيئية الحالية هي إزالة الغابات حيث يتم تطهير المزيد والمزيد من الأراضي المستخدمة في الزراعة والاستيطان ؛ كما ان بعض الأضرار التي لحقت بالشعاب المرجانية من المجمعات العشوائية ونجم البحر للشعاب المرجانية والمحار ؛ والصيد الجائر يهدد مجموعات السلاحف البحرية الأصلية.

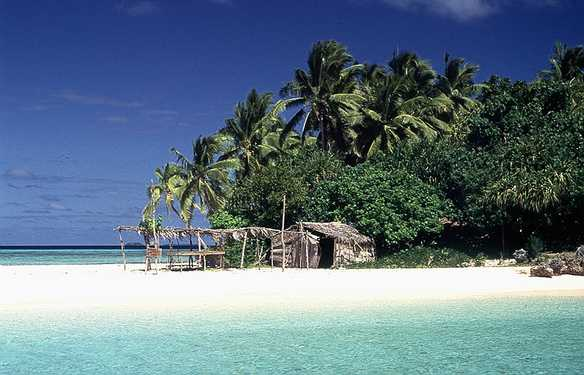
جزيرة نوكو فافاو